# Willy Victor
Willy Victor (* 20. Januar 1876 in Posen; † 2. April 1956 in Magdiel) war ein deutscher Jurist.

## Leben und Wirken
Willy Victor zog 1904 gemeinsam mit seiner Frau Lisbeth, geborene Rinteln, nach Wandsbek, wo er eine Anwaltskanzlei eröffnete. Er arbeitete als Rechtsanwalt am dortigen Amtsgericht und dem Landgericht Altona und ab 1909 auch als Notar im Zuständigkeitsbereich des Kieler Oberlandesgerichts. Victor, der jüdischen Glaubens war, jedoch nicht als religiös galt, engagierte sich neben der Anwaltstätigkeit für die jüdische Gemeinschaft. 1905 gründete er den Jüdischen Volksverein mit und wurde ein Jahr später Vorstandsmitglied der zionistischen Ortsgruppe in Hamburg. Vermutlich ab 1912 arbeitete er für viele Jahre im Verband der jüdischen Gemeinden Schleswig-Holsteins und der Hansestädte mit. 1913 schrieb Victor Die Emanzipation der Juden in Hamburg. Darin schilderte er Probleme der in Schleswig-Holstein lebenden Juden, die höchstwahrscheinlich Grund für sein Engagement für die jüdischen Gemeinden waren. Dies hielt ihn jedoch nicht davon ab, Vorgänge in der Gemeinde selbst zu kritisieren: 1920 legte er beim Magistrat der jüdischen Gemeinde in Wandsbek Widerspruch gegen Wahlen ein, bei denen aus seiner Sicht Formfehler begangen worden waren. Die Wahlen wurden daraufhin wiederholt.
Victor gehörte der SPD an und wurde 1914 Stadtverordneter der Partei in Wandsbek. Während des Ersten Weltkriegs leistete er Kriegsdienst und übernahm anschließend, wenngleich ohne Besoldung, ein Amt als Stadtrat. Um 1930 arbeitete Victor gemeinsam mit Walter Jacobsen in einer Sozietät. In seinem Büro beschäftigte er sechs Mitarbeiter, darunter einen Bürovorsteher. Victor erhielt Aufträge von der Rheinisch-Westfälischen Bodenkreditbank, der Stadt Wandsbek und dem Kreis Stormarn. Nach der Machtergreifung verfolgte die SA Victor aufgrund seines Glaubens und der SPD-Mitgliedschaft. Ab Mai 1933 durfte er der Anwaltstätigkeit nicht mehr nachgehen. Da er befürchtete, inhaftiert zu werden, versteckte sich Victor zwischenzeitlich bei Verwandten in Altona und kehrte nicht in seine Wohnung in der Claudiusstraße 36 zurück. Walter Jacobsen hielt den Betrieb der gemeinsamen Sozietät zunächst aufrecht, während Victor die Flucht mit Unterstützung durch seinen Parteigenossen Heinrich Wichelmann in die Schweiz gelang. Im August 1933 folgten ihm seine Frau und die drei erwachsenen Kinder. Gemeinsam reisten sie von dort nach Palästina aus.
Gemeinsam mit Leopold Landau eröffnete Victor am 1. November 1933 eine Finanzberatung in Tel Aviv, in die er aus Deutschland gerettete Finanzmittel einbrachte. Landau und Victor gehörten auch zu den Herausgebern von Mitteilungsblättern für aus Deutschland emigrierte Personen. Das gemeinsame Unternehmen scheiterte 1937; Victor war somit nahezu mittellos. Er versuchte erfolglos, den Lebensunterhalt mit der Zucht von Gemüse und Blumen zu bestreiten. Victor erkrankte und musste sich mehreren Operationen unterziehen. Bei Lebensende war er nahezu blind. 1954 erhielt Victor finanzielle Entschädigungen der BRD, die seine finanziellen Probleme während der letzten beiden Lebensjahre minderten.
Die Söhne Curt und Hans besuchten das Matthias-Claudius-Gymnasium, wo sie Mitte der 1920er Jahre die einzigen jüdischen Schüler waren. Die Tochter Lotte war Schülerin des Wandsbeker Lyzeum (Heute: Charlotte-Paulsen-Gymnasium). Die Kinder litten unter der antisemitischen Stimmung in den Schulen.